# صموئيل تومسون (سياسي)
صموئيل تومسون هو سياسي كندي، ولد في 2 سبتمبر 1845، وتوفي في 2 ديسمبر 1909. مثل دائرة نورفولك من 1886 إلى 1892 في الهيئة التشريعية لمانيتوبا بصفته ليبراليًا.
ولد بالقرب من كاليدونيا في أونتاريو، وهو ابن مهاجر من أيرلندا،  وتلقى تعليمه هناك وفي كلية أونتاريو البيطرية. عمل طومسون كطبيب بيطري في برانتفورد ثم ذهب إلى مانيتوبا في عام 1881 واستقر في كاربيري. أدار طومسون فندق وزريبة خيول هناك حتى عام 1884، وعمل في الزراعة في المنطقة. عمل كطبيب بيطري بعد ترك السياسة. انتقل إلى سانت جيمس في عام 1899. خدم طومسون كعمدة لأسينيبويا. [1]
توفي في وينيبيغ عن عمر يناهز 64 عامًا.